# Neoneura leonardoi
Neoneura leonardoi är en trollsländeart som beskrevs av Machado 2005. Neoneura leonardoi ingår i släktet Neoneura och familjen Protoneuridae. Inga underarter finns listade i Catalogue of Life.